# VLDL
Le VLDL (sigla di Very Low Density Lipoprotein) sono le lipoproteine caratterizzate da una densità compresa tra 0,95 e 1,006 g/ml e da un diametro di circa 30-80 nm. Incorporano  apolipoproteine, trigliceridi, principalmente, fosfolipidi e colesterolo esterificato a livello del fegato, dove sono prodotte (90% negli epatociti e 10% negli enterociti). I lipidi apolari (trigliceridi e colesterolo esterificato) sono contenuti nel nucleo della particella, mentre i costituenti polari (apolipoproteine, fosfolipidi e colesterolo libero) formano uno strato esterno (mantello) che consente la stabilità delle VLDL nell'ambiente acquoso del plasma. Successive e ripetute acquisizioni e rilasci di lipidi e apolipoproteine portano le VLDL a diventare prima lipoproteine a densità intermedia (IDL) e poi lipoproteine a bassa densità (LDL). Il loro circolo termina a livello dei tessuti periferici.

## Trasporto e funzionamento
A differenza dei chilomicroni le VLDL non sono in relazione con l'intestino e la linfa, ma sono secrete dal fegato nella circolazione sistemica. Si può dividere l'intero processo metabolico delle VLDL in alcune fasi fondamentali:

### Produzione
La loro produzione avviene nel fegato e in piccola parte (10%) negli enterociti. Essa segue lo stesso meccanismo dei chilomicroni, ad eccezione del fatto che sulle VLDL in formazione nel reticolo endoplasmatico rugoso viene incorporata l'apolipoproteina apoB100 anziché apoB48 e del fatto che le VLDL vengono secrete nel circolo sanguigno e non nella linfa.

### Passaggio da VLDL a IDL
Le VLDL immesse nel circolo vengono dette nascenti e hanno un alto contenuto di trigliceridi e una quantità ridotta di colesterolo esterificato. Entrando in contatto con le lipoproteine ad alta densità (HDL) ricevono da esse apoC2 e apoE, diventando così VLDL mature.

Tramite la circolazione raggiungono l'endotelio dei tessuti adiposo e muscolare dove apoC2 interagisce con la lipoproteinlipasi (LPL) presente sull'endotelio stesso. LPL scinde i trigliceridi in monoacilglicerolo e acidi grassi liberi, che vengono trasportati dentro la cellula adiposa o muscolare. Dopo la perdita di gran parte dei trigliceridi (delipidazione), il mantello della VLDL matura diviene sovrabbondante a causa della notevole riduzione del nucleo, per cui si verifica uno scambio di componenti anche a livello dell'involucro: la VLDL conserva le apoE, ma restituisce apoC2 alle HDL e, tramite l'azione di apoD (detta anche CETP), riceve colesterolo esterificato in cambio di trigliceridi dalle HDL stesse. A questo punto le lipoproteine originarie sono diventate IDL, il cui contenuto è suddiviso in proporzioni simili tra trigliceridi e colesterolo esterificato.

### Passaggio da IDL a LDL
Le IDL ricevono, nuovamente dalle HDL, colesterolo esterificato restituendo trigliceridi, grazie alla mediazione di apoD.

Proseguendo nella circolazione le IDL raggiungono il fegato; a questo punto circa metà di loro viene endocitata dal fegato stesso, tramite l'interazione di apoB100 e apoE, che espongono sull'involucro, con il recettore per le LDL (LDL-R) il quale riconosce oltre alle LDL anche le IDL. L'altra metà invece viene depauperata del suo contenuto di trigliceridi sempre ad opera del fegato, in particolare da un enzima/recettore, detto HTL (hepatic triacylglycerol lipase) o HL (hepatic lipase), che funziona come la lipoproteinlipasi appena descritta. 

La restituzione di apoE ad una HDL nascente completa la trasformazione delle IDL in LDL, che contengono principalmente colesterolo esterificato.

Le LDL a questo punto seguono due diversi destini: circa il 30% viene endocitato dal fegato tramite LDL-R, come precedentemente era successo a metà delle IDL, e il restante 70% prosegue verso i tessuti periferici, ai quali forniscono il colesterolo.

## Patologie correlate
Le VLDL sono coinvolte nell'aterosclerosi, mentre tra le patologie correlate alle LDL ritroviamo l'ipercolesterolemia familiare.